# ブロードブラッシュ
ブロードブラッシュ (Broad Brush) はアメリカ合衆国の競走馬、種牡馬。競走馬としてG1競走を4勝、種牡馬としても1994年に北アメリカのリーディングサイアーを獲得するなど大きな成功を収めた。

## 経歴

### 2 - 3歳時
1985年10月に競走馬としてデビューを迎え、2戦目で初勝利。以後翌年の春まで迎えるまで8戦6勝・2着1回という快進撃で、9戦目のウッドメモリアルインビテーショナルステークスでG1競走を初制覇を果たす。ここまで9戦7勝の成績であったが、この年の三冠路線はスノーチーフが大本命であり、ブロードブラッシュはケンタッキーダービーでは7番人気の低評価であった。レースは失速するスノーチーフに対してブロードブラッシュはよく伸び、3着。続くプリークネスステークスでは4番人気に支持されるも、スノーチーフから10馬身以上離された3着に敗れ、最後のベルモントステークスを断念。代わって出走したオハイオステークスに勝利した。その後夏場に出走したG1連戦では、トラヴァーズステークスで2位から4位への降着を経験するなど精彩を欠いたが、3歳シーズン最後に出走したメドウランズカップハンデキャップではスキップトライアルを下して2つ目のG1競走に優勝した。

### 4歳時
4歳シーズン夏まで競走生活を過ごし、サンタアニタハンデキャップとサバーバンハンデキャップの二つをG1タイトルに加える。中でもサンタアニタハンデキャップは、プリークネスステークスの1~3着馬、スノーチーフ、ファーディナンド、ブロードブラッシュが一堂に会し、ブロードブラッシュのベストバウトとも云えるレースであった。8月のホイットニーハンデキャップ3着を最後に競走馬を引退、ケンタッキー州のゲインズウェイファームで種牡馬となった。競走馬時代は確実に月1走以上のペースで出走を続けたにもかかわらず、掲示板を外したのはデビュー戦のみと、タフさと安定度を重ね備えた馬であった。

### 種牡馬時代
当時の流行からは大きくかけ離れた血統であり、種牡馬入り当初は競走成績に比して人気は低かった。しかし産駒が走り始めると、初年度産駒28頭が重賞優勝馬を含めて全て勝ち上がるという滑り出しを見せる。2年目の産駒からはショスバーグ (Schossberg) がG1競走2勝を挙げ、さらに3世代目の産駒 コンサーン (Concern) がアメリカ最高峰の競走・ブリーダーズカップ・クラシックを制した。これらの活躍により、ブロードブラッシュは1994年、同期のストームキャット等を抑え北米リーディングサイアーを獲得。当初1万5000ドルに設定されていた種付け料は、10万ドルにまで跳ね上がった。以降、80パーセントを越える産駒勝ち上がり率を保ち、その種牡馬生活を通して北米屈指の名種牡馬としての地位を不動のものとした。日本にも少ないながら産駒が輸入され、そのうちからノボトゥルー、ブロードアピールといった馬が活躍を見せた 。
2004年の種付けシーズンを最後に種牡馬を引退、功労馬として余生を過ごしていた。2009年5月15日、「人道的な理由」によって安楽死の処置が施されて死亡した。26歳であった。

## 競走成績
- 2歳-4戦3勝
- 3歳-14戦7勝（ウッドメモリアルインビテーショナルステークス・G1、メドウランズカップハンデキャップ・G1、オハイオダービー・G2、ジムビームステークス・G3）
- 4歳-9戦4勝（サンタアニタハンデキャップ・G1、サバーバンハンデキャップ・G1、トレントンハンデキャップ・G2、ジョンB.キャンベルハンデキャップ・G3）

## 主な産駒
※日本調教馬（カナ表記）以外はG1級競走優勝馬のみ記載。
- Schossberg（1990年産 ジェロームハンデキャップ、フィリップH.アイズリンハンデキャップなど重賞3勝）
- Concern（1991年産 ブリーダーズカップ・クラシック、カリフォルニアンステークスなど重賞4勝）
- ブロードアピール（1994年産 重賞6勝）
- ノボトゥルー（1996年産 フェブラリーステークスなど重賞6勝）
- Include（1997年産 ピムリコスペシャルハンデキャップなど重賞3勝）
- Pompeii（1997年産 パーソナルエンスンハンデキャップなど重賞2勝）
- Mongoose（1998年産 ドンハンデキャップ）
- Farda Amiga（1999年産 ケンタッキーオークス、アラバマステークス）
- French Beret（2003年産 トロントカップなど重賞2勝）

### 母父としての主な産駒
- フレンチカクタス（父タイキシャトル、フィリーズレビュー）
- ジャングロ（父More Than Ready、ニュージーランドトロフィー）

## 血統表
| ブロードブラッシュ (Broad Brush)の血統（ヒムヤー系 / Turn-to3×3=25.00%） | ブロードブラッシュ (Broad Brush)の血統（ヒムヤー系 / Turn-to3×3=25.00%） | ブロードブラッシュ (Broad Brush)の血統（ヒムヤー系 / Turn-to3×3=25.00%） | （血統表の出典）         | （血統表の出典） |
| 父 Ack Ack 1966 鹿毛 アメリカ                                            | 父の父Battle Joined 1959 鹿毛 アメリカ                                   | Armageddon                                                               | Alsab                    | Alsab            |
| 父 Ack Ack 1966 鹿毛 アメリカ                                            | 父の父Battle Joined 1959 鹿毛 アメリカ                                   | Armageddon                                                               | Fighting Lady            |                  |
| 父 Ack Ack 1966 鹿毛 アメリカ                                            | 父の父Battle Joined 1959 鹿毛 アメリカ                                   | Ethel Walker                                                             | Revoked                  | Revoked          |
| 父 Ack Ack 1966 鹿毛 アメリカ                                            | 父の父Battle Joined 1959 鹿毛 アメリカ                                   | Ethel Walker                                                             | Ethel Terry              |                  |
| 父 Ack Ack 1966 鹿毛 アメリカ                                            | 父の母Fast Turn 1959 鹿毛 アメリカ                                       | Turn-to                                                                  | Royal Charger            | Royal Charger    |
| 父 Ack Ack 1966 鹿毛 アメリカ                                            | 父の母Fast Turn 1959 鹿毛 アメリカ                                       | Turn-to                                                                  | Source Sucree            |                  |
| 父 Ack Ack 1966 鹿毛 アメリカ                                            | 父の母Fast Turn 1959 鹿毛 アメリカ                                       | Cherokee Rose                                                            | Princequillo             | Princequillo     |
| 父 Ack Ack 1966 鹿毛 アメリカ                                            | 父の母Fast Turn 1959 鹿毛 アメリカ                                       | Cherokee Rose                                                            | The Squaw                |                  |
| 母 Hay Patcher 1973 鹿毛 アメリカ                                        | 母の父Hoist the Flag 1968 鹿毛 アメリカ                                  | Tom Rolfe                                                                | Ribot                    | Ribot            |
| 母 Hay Patcher 1973 鹿毛 アメリカ                                        | 母の父Hoist the Flag 1968 鹿毛 アメリカ                                  | Tom Rolfe                                                                | Pocahontas               |                  |
| 母 Hay Patcher 1973 鹿毛 アメリカ                                        | 母の父Hoist the Flag 1968 鹿毛 アメリカ                                  | Wavy Navy                                                                | War Admiral              | War Admiral      |
| 母 Hay Patcher 1973 鹿毛 アメリカ                                        | 母の父Hoist the Flag 1968 鹿毛 アメリカ                                  | Wavy Navy                                                                | Triomphe                 |                  |
| 母 Hay Patcher 1973 鹿毛 アメリカ                                        | 母の母Turn to Talent 1963 栗毛 アメリカ                                  | Turn-to                                                                  | Royal Charger            | Royal Charger    |
| 母 Hay Patcher 1973 鹿毛 アメリカ                                        | 母の母Turn to Talent 1963 栗毛 アメリカ                                  | Turn-to                                                                  | Source Sucree            |                  |
| 母 Hay Patcher 1973 鹿毛 アメリカ                                        | 母の母Turn to Talent 1963 栗毛 アメリカ                                  | Hidden Talent                                                            | Dark Star                | Dark Star        |
| 母 Hay Patcher 1973 鹿毛 アメリカ                                        | 母の母Turn to Talent 1963 栗毛 アメリカ                                  | Hidden Talent                                                            | Dangerous Dame F-No.21-a |                  |

父アックアックは1971年のエクリプス賞年度代表馬。父系はヒムヤー系と呼ばれる系統で、20世紀半ばから大変希少となったサイアーラインである。母系は世界的な名牝系で、祖母の甥には4カ国で11のGI競走を制したエクセラー (Exceller) 、がおり、曾祖母ヒドゥンタレントはケンタッキーオークス等の優勝馬。その全妹ヘヴンリーボディー (Heavenly Body) もメイトロンステークスを制しており、その子孫に凱旋門賞優勝馬サキー (Sakhee) らがいる。